# Conchita Martínez
Conchita Martínez Bernat (* 16. April 1972 in Monzón, Provinz Huesca) ist eine ehemalige spanische Tennisspielerin. Sie gewann 1994 das Grand-Slam-Turnier von Wimbledon und konnte sich zwischen 1989 und 1998 immer in den Top Ten der Tennisweltrangliste halten.

## Karriere
Martínez begann ihre Profikarriere 1988. 1991 gewann sie mit dem spanischen Team mit einem 2:1-Sieg im Endspiel gegen die USA den Federation Cup.
1992 gewann sie bei den Olympischen Spielen in Barcelona mit Arantxa Sánchez Vicario die Silbermedaille im Damendoppel. Im Finale unterlagen sie Gigi Fernández und Mary Joe Fernández.
1993 war sie erneut am spanischen Fed-Cup-Sieg beteiligt, als das Team mit 3:0 über Australien triumphierte.
Ihren größten Erfolg feierte Martínez 1994 in Wimbledon, als sie dort im Einzelfinale Martina Navrátilová mit 6:4, 3:6 und 6:3 besiegen konnte. Außerdem war sie abermals an einem Fed-Cup-Sieg ihres Landes beteiligt (3:0 im Finale gegen die USA).
1995 war sie Halbfinalistin bei allen vier Grand-Slam-Turnieren und erreichte mit Platz 2 die beste Weltranglistenposition ihrer Karriere. Im selben Jahr gewann Martínez mit dem spanischen Team zum vierten Mal den Fed Cup (3:2 gegen die USA).
Bei den Olympischen Spielen 1996 erreichte sie zusammen mit Sánchez Vicario das Halbfinale im Doppelturnier und gewann Bronze.
1998 siegte Martínez mit der spanischen Mannschaft zum fünften Mal im Teamwettbewerb Fed Cup. Beim 3:2-Sieg im Finale gegen die Schweiz besiegte sie Patty Schnyder mit 6:3, 2:6 und 9:7. Außerdem erreichte sie bei den Australian Open ihr zweites Finale bei einem Grand-Slam-Turnier, das sie gegen Martina Hingis mit 3:6, 3:6 verlor.
Im Jahr 2000 gelang dies Martínez zum dritten Mal, sie verlor jedoch das Finale der French Open gegen Mary Pierce mit 2:6 und 5:7.
Ihren letzten großen Erfolg verbuchte sie 2004 bei den Olympischen Spielen in Athen mit ihrer zweiten Silbermedaille im Doppel. Ihre Partnerin war diesmal Virginia Ruano Pascual, das Finale gewann das chinesische Team Li Ting und Sun Tiantian mit 6:3, 6:3.
Am 15. April 2006 erklärte Conchita Martínez ihren Rücktritt vom Profitennis. Mit der ehemaligen Tennisspielerin Gigi Fernández aus Puerto Rico hatte sie eine längere Beziehung.

## Turniersiege

### Einzel
| Nr. | Datum              | Turnier            | Kategorie    | Belag             | Finalgegnerin             | Ergebnis      |
| --- | ------------------ | ------------------ | ------------ | ----------------- | ------------------------- | ------------- |
| 1.  | 14. August 1988    | Sofia              | WTA Tier V   | Sand              | Barbara Paulus            | 6:1, 6:2      |
| 2.  | 12. Februar 1989   | Wellington         | WTA Tier V   | Hartplatz         | Jo-Anne Faull             | 6:1, 6:2      |
| 3.  | 23. April 1989     | Tampa              | WTA Tier IV  | Sand              | Gabriela Sabatini         | 6:3, 6:2      |
| 4.  | 17. September 1989 | Phoenix            | WTA Tier V   | Hartplatz         | Elise Burgin              | 3:6, 6:4, 6:2 |
| 5.  | 23. September 1990 | Paris              | WTA Tier IV  | Sand              | Patricia Tarabini         | 7:5, 6:3      |
| 6.  | 21. Oktober 1990   | Scottsdale         | WTA Tier IV  | Hartplatz         | Marianne Werdel           | 7:5, 6:1      |
| 7.  | 11. November 1990  | Indianapolis       | WTA Tier IV  | Hartplatz (Halle) | Leila Mes’chi             | 4:6, 6:2, 6:4 |
| 8.  | 28. April 1991     | Barcelona          | WTA Tier III | Sand              | Manuela Maleeva-Fragnière | 6:4, 6:1      |
| 9.  | 21. Juli 1991      | Kitzbühel          | WTA Tier IV  | Sand              | Judith Wiesner            | 6:1, 2:6, 6:3 |
| 10. | 22. September 1991 | Paris              | WTA Tier IV  | Sand              | Inés Gorrochategui        | 6:0, 6:3      |
| 11. | 12. Juli 1992      | Kitzbühel          | WTA Tier IV  | Sand              | Manuela Maleeva-Fragnière | 6:0, 3:6, 6:2 |
| 12. | 10. Januar 1993    | Brisbane           | WTA Tier III | Hartplatz         | Magdalena Maleewa         | 6:3, 6:4      |
| 13. | 18. März 1993      | Houston            | WTA Tier II  | Sand              | Sabine Hack               | 6:3, 6:2      |
| 14. | 9. Mai 1993        | Rom                | WTA Tier I   | Sand              | Gabriela Sabatini         | 7:5, 6:1      |
| 15. | 1. August 1993     | Stratton Mountain  | WTA Tier II  | Hartplatz         | Zina Garrison-Jackson     | 6:3, 6:2      |
| 16. | 14. November 1993  | Philadelphia       | WTA Tier I   | Teppich           | Steffi Graf               | 6:3, 6:3      |
| 17. | 3. April 1994      | Hilton Head Island | WTA Tier I   | Sand              | Natallja Swerawa          | 6:4, 6:0      |
| 18. | 8. Mai 1994        | Rom                | WTA Tier I   | Sand              | Martina Navratilova       | 7:65, 6:4     |
| 19. | 2. Juli 1994       | Wimbledon          | Grand Slam   | Rasen             | Martina Navratilova       | 6:4, 3:6, 6:3 |
| 20. | 31. Juli 1994      | Stratton Mountain  | WTA Tier II  | Hartplatz         | Arantxa Sánchez Vicario   | 4:6, 6:3, 6:4 |
| 21. | 2. April 1995      | Hilton Head Island | WTA Tier I   | Sand              | Magdalena Maleewa         | 6:1, 6:1      |
| 22. | 9. April 1995      | Amelia Island      | WTA Tier II  | Sand              | Gabriela Sabatini         | 6:1, 6:4      |
| 23. | 7. Mai 1995        | Hamburg            | WTA Tier II  | Sand              | Martina Hingis            | 6:1, 6:0      |
| 24. | 15. Mai 1995       | Rom                | WTA Tier I   | Sand              | Arantxa Sánchez Vicario   | 6:3, 6:1      |
| 25. | 6. August 1995     | San Diego          | WTA Tier II  | Hartplatz         | Lisa Raymond              | 6:2, 6:0      |
| 26. | 13. August 1995    | Los Angeles        | WTA Tier II  | Hartplatz         | Chanda Rubin              | 4:6, 6:1, 6:3 |
| 27. | 12. Mai 1996       | Rom                | WTA Tier I   | Sand              | Martina Hingis            | 6:2, 6:3      |
| 28. | 3. November 1996   | Moskau             | WTA Tier III | Teppich           | Barbara Paulus            | 6:1, 4:6, 6:4 |
| 29. | 17. Mai 1998       | Berlin             | WTA Tier I   | Sand              | Amélie Mauresmo           | 6:4, 6:4      |
| 30. | 19. Juli 1998      | Warschau           | WTA Tier III | Sand              | Silvia Farina Elia        | 6:0, 6:3      |
| 31. | 18. Juli 1999      | Sopot              | WTA Tier III | Sand              | Karina Habšudová          | 6:1, 6:1      |
| 32. | 14. Mai 2000       | Berlin             | WTA Tier I   | Sand              | Amanda Coetzer            | 6:1, 6:2      |
| 33. | 6. Februar 2005    | Pattaya            | WTA Tier IV  | Hartplatz         | Anna-Lena Grönefeld       | 6:3, 3:6, 6:3 |

### Doppel
| Nr. | Datum              | Turnier            | Kategorie    | Belag     | Partnerin               | Finalgegnerinnen                            | Ergebnis       |
| --- | ------------------ | ------------------ | ------------ | --------- | ----------------------- | ------------------------------------------- | -------------- |
| 1.  | 8. August 1988     | Sofia              | WTA Tier V   | Sand      | Barbara Paulus          | Sabrina Goleš Katerina Maleewa              | 1:6, 6:1, 6:4  |
| 2.  | 26. April 1992     | Barcelona          | WTA Tier III | Sand      | Arantxa Sánchez Vicario | Nathalie Tauziat Judith Wiesner             | 6:4, 6:1       |
| 3.  | 10. Januar 1993    | Brisbane           | WTA Tier III | Hartplatz | Larisa Neiland          | Kimberly Po Shannan McCarthy                | 6:2, 6:2       |
| 4.  | 25. April 1993     | Barcelona          | WTA Tier II  | Sand      | Arantxa Sánchez Vicario | Magdalena Maleewa Manuela Maleeva-Fragniere | 4:6, 6:1, 6:0  |
| 5.  | 25. August 1996    | San Diego          | WTA Tier II  | Hartplatz | Gigi Fernández          | Arantxa Sánchez Vicario Larisa Neiland      | 4:6, 6:3, 6:4  |
| 6.  | 5. April 1998      | Hilton Head Island | WTA Tier I   | Sand      | Patricia Tarabini       | Lisa Raymond Rennae Stubbs                  | 3:6, 6:4, 6:4  |
| 7.  | 11. April 1999     | Amelia Island      | WTA Tier II  | Sand      | Patricia Tarabini       | Lisa Raymond Rennae Stubbs                  | 7:5, 0:6, 6:4  |
| 8.  | 26. September 1999 | Tokio              | WTA Tier II  | Hartplatz | Patricia Tarabini       | Amanda Coetzer Jelena Dokić                 | 6:75, 6:4, 6:2 |
| 9.  | 14. Mai 2000       | Berlin             | WTA Tier I   | Sand      | Arantxa Sánchez Vicario | Corina Morariu Amanda Coetzer               | 3:6, 6:2, 7:67 |
| 10. | 15. April 2001     | Amelia Island      | WTA Tier II  | Sand      | Patricia Tarabini       | Martina Navratilova Arantxa Sánchez Vicario | 6:4, 6:2       |
| 11. | 28. Februar 2002   | Dubai              | WTA Tier II  | Hartplatz | Janette Husárová        | Swetlana Kusnezowa Jelena Lichowzewa        | 6:0, 1:6, 6:3  |
| 12. | 17. April 2005     | Charleston         | WTA Tier I   | Sand      | Virginia Ruano Pascual  | Iveta Benešová Květa Peschke                | 6:1, 6:4       |
| 13. | 7. August 2005     | San Diego          | WTA Tier I   | Hartplatz | Virginia Ruano Pascual  | Daniela Hantuchová Ai Sugiyama              | 6:77, 6:1, 7:5 |

## Abschneiden bei Grand-Slam-Turnieren

### Einzel
Die Tabelle listet die Ergebnisse der Grand-Slam-Turniere, der Tour Championships, der Olympischen Spiele, des Fed Cups bzw. Billie Jean King Cups und der Turniere folgender Kategorien auf: 1990–2008: Tier I, 2009–2020: Premier Mandatory und Premier 5, ab 2021: WTA 1000.
| Turnier            | 1988 | 1989 | 1990 | 1991 | 1992 | 1993 | 1994 | 1995 | 1996 | 1997 | 1998 | 1999 | 2000 | 2001 | 2002 | 2003 | 2004 | 2005 | Karriere |
| ------------------ | ---- | ---- | ---- | ---- | ---- | ---- | ---- | ---- | ---- | ---- | ---- | ---- | ---- | ---- | ---- | ---- | ---- | ---- | -------- |
| Australian Open    | —    | 2    | —    | —    | AF   | AF   | VF   | HF   | VF   | AF   | F    | 3    | HF   | 2    | 2    | 1    | 1    | 1    | 1 × F    |
| French Open        | AF   | VF   | VF   | VF   | VF   | VF   | HF   | HF   | HF   | AF   | AF   | VF   | F    | 3    | 2    | VF   | 2    | 1    | 1 × F    |
| Wimbledon          | —    | —    | —    | —    | 2    | HF   | S    | HF   | AF   | 3    | 3    | 3    | 2    | VF   | 3    | 3    | 1    | 3    | 1 × S    |
| US Open            | 1    | AF   | 3    | VF   | 1    | AF   | 3    | HF   | HF   | 3    | AF   | AF   | 3    | —    | 2    | 2    | 1    | 1    | 2 × HF   |
| Tour Championships | —    | —    | VF   | 1    | VF   | VF   | VF   | VF   | VF   | 1    | 1    | 1    | VF   | —    | —    | —    | —    | —    | 7 × VF   |
| Chicago            |      |      | —    |      |      |      |      |      |      |      |      |      |      |      |      |      |      |      | —        |
| Boca Raton         |      |      |      | 2    | F    |      |      |      |      |      |      |      |      |      |      |      |      |      | 1 × F    |
| Indian Wells       |      |      |      |      |      |      |      |      |      | VF   | VF   | 2    | VF   | 2    | 2    | HF   | VF   | VF   | 1 × HF   |
| Miami              |      |      | HF   | —    | —    | —    | —    | —    | —    | —    | AF   | 3    | AF   | —    | 2    | —    | —    | —    | 1 × HF   |
| Hilton Head Island |      |      | VF   | —    | F    | —    | S    | S    | HF   | HF   | 2    | AF   | HF   |      |      |      |      |      | 2 × S    |
| Charleston         |      |      |      |      |      |      |      |      |      |      |      |      |      | HF   | 2    | AF   | F    | 1    | 1 × F    |
| Rom                |      |      | VF   | HF   | —    | S    | S    | S    | S    | F    | AF   | AF   | —    | HF   | 2    | VF   | AF   | VF   | 4 × S    |
| Berlin             |      |      | VF   | —    | —    | HF   | —    | —    | —    | AF   | S    | AF   | S    | VF   | 2    | 1    | 1    | AF   | 2 × S    |
| San Diego          |      |      |      |      |      |      |      |      |      |      |      |      |      |      |      |      | AF   | 1    | 1 × AF   |
| Kanada             |      |      | —    | —    | —    | —    | —    | —    | —    | HF   | VF   | AF   | HF   | —    | —    | —    | —    | AF   | 2 × HF   |
| Tokio              |      |      |      |      |      | —    | —    | VF   | HF   | VF   | —    | —    | —    | —    | —    | —    | —    | —    | 1 × HF   |
| München            |      |      |      |      |      |      |      |      |      |      | VF   | —    |      |      |      |      |      |      | 1 × VF   |
| Zürich             |      |      |      |      |      | —    | —    | —    | AF   | —    | AF   | —    | —    | —    | HF   | 1    | —    | 1    | 1 × HF   |
| Philadelphia       |      |      |      |      |      | S    | 1    | VF   |      |      |      |      |      |      |      |      |      |      | 1 × S    |
| Moskau             |      |      |      |      |      |      |      |      |      | HF   | VF   | 1    | —    | —    | —    | —    | —    | —    | 1 × HF   |
| Olympische Spiele  | —    |      |      |      | VF   |      |      |      | VF   |      |      |      | 2    |      |      |      | 1    |      | 2 × VF   |
| Fed Cup            |      | F    |      |      | F    | S    | S    | S    | F    | —    | S    | —    | F    |      | F    |      |      |      | 4 × S    |

Zeichenerklärung: S = Turniersieg; F, HF, VF, AF = Einzug ins Finale, Halb-, Viertel-, Achtelfinale; 1, 2, 3 = Ausscheiden in der 1., 2., 3. Haupt- / Finalrunde; Q1, Q2, Q3 = Ausscheiden in der 1., 2. 3. Qualifikationsrunde; RR = Round Robin (Gruppenphase); nicht ausgetragen oder andere Kategorie; PO (Playoff), P2 = Auf-/Abstiegsrunde zur Weltgruppe I/II im Fed Cup; W2, K1, K2, K3 = Teilnahme in der Weltgruppe II, Kontinentalgruppe I, II, III im Fed Cup.

### Doppel
| Turnier         | 1989 | 1990 | 1991 | 1992 | 1993 | 1994 | 1995 | 1996 | 1997 | 1998 | 1999 | 2000 | 2001 | 2002 | 2003 | 2004 | 2005 | Karriere |
| --------------- | ---- | ---- | ---- | ---- | ---- | ---- | ---- | ---- | ---- | ---- | ---- | ---- | ---- | ---- | ---- | ---- | ---- | -------- |
| Australian Open | —    | —    | —    | —    | VF   | AF   | AF   | AF   | VF   | HF   | 1    | 2    | 1    | HF   | VF   | AF   | 1    | HF       |
| French Open     | —    | AF   | —    | F    | VF   | 1    | AF   | AF   | VF   | VF   | AF   | VF   | F    | 1    | 1    | VF   | AF   | F        |
| Wimbledon       | —    | —    | —    | 2    | —    | 1    | VF   | AF   | 1    | 1    | 2    | 2    | AF   | AF   | VF   | AF   | AF   | VF       |
| US Open         | 1    | —    | 2    | AF   | —    | AF   | VF   | AF   | VF   | 1    | AF   | VF   | 1    | AF   | VF   | VF   | HF   | HF       |

### Mixed
| Turnier         | 1993 | … | 2004 | 2005 | Karriere |
| --------------- | ---- | - | ---- | ---- | -------- |
| Australian Open | VF   | — | —    | HF   | HF       |
| French Open     | —    | — | —    | 1    | 1        |
| Wimbledon       | —    | — | —    | AF   | AF       |
| US Open         | HF   | — | 1    | —    | HF       |

## Trainerin
2017 betreute Martínez, zum damaligen Zeitpunkt spanische Fed-Cup-Teamchefin, ihre Landsfrau Garbiñe Muguruza als Trainerin beim Turnier in Wimbledon, nachdem deren eigentlicher Trainer aufgrund familiärer Verpflichtungen verhindert war. Muguruza gewann das Turnier nach einem Zwei-Satz-Erfolg im Finale gegen die US-Amerikanerin Venus Williams. Sowohl Spielerin als auch Medien schrieben Martínez maßgeblichen Anteil am Erfolg von Muguruza zu.
Ab 2018 war Martínez hauptamtliche Trainerin der tschechischen Top-Ten-Spielerin Karolína Plíšková. Mit Beginn der Saison 2020 arbeitete sie wieder als Trainerin für Garbiñe Muguruza.
Seit April 2024 trainiert sie die russische Tennisspielerin Mirra Andrejewa.

## Auszeichnungen
Conchita Martínez wurde 2020 als 257. Spielerin in die International Tennis Hall of Fame aufgenommen.